# منحنی قیمت-مصرف

یک منحنی قیمت-مصرف

در اقتصاد، منحنی قیمت-مصرف نشان می‌دهد که که وقتی قیمت یک کالا تغییر می‌کند (در حالی که درآمد، سلیقه‌ها و قیمت کالاهای دیگر ثابت می‌ماند)، مصرف‌کننده ترکیب کالاهایی که مصرف می‌کند را چگونه تغییر می‌دهد. این منحنی‌ها را با رسم نقاط تعادل حاصل از تقاطع منحنی‌های بی‌تفاوتی و خطوط بودجه ترسیم می‌کنند. منحنی‌های قیمت-مصرف به منظور پیوند دادن مفاهیمی همچون مطلوبیت، منحنی‌های بی‌تفاوتی و خطوط بودجه به مدل‌های عرضه و تقاضا استفاده می‌شوند. در هر سطح قیمتی، مقدار مشخصی از هر کالا وجود دارد. با در نظر گرفتن کالایی با قیمت متغیر به عنوان کالای هدف، و کالایی با قیمت ثابت به عنوان سایر کالاها، می‌توان از منحنی قیمت-مصرف برای ترسیم منحنی تقاضای فردی برای آن کالای خاص استفاده کرد. مدل‌های مشابه (در واقع، یکسان) می‌توانند برای تعیین چگونگی تعیین ترکیب کم‌هزینه‌ترین عوامل تولید توسط شرکت‌ها در یک اقتصاد برای استفاده در تولید کالاها مورد استفاده قرار گیرند. وقتی از منحنی‌های قیمت-مصرف در این زمینه استفاده می‌شود، به آنها منحنی‌های قیمت-عامل گفته می‌شود و به جای منحنی‌های بی‌تفاوتی و خط بودجه، با منحنی‌های ایزوکوانت و خطی که نسبت بین قیمت عوامل تولید را نشان می‌دهد، ساخته می‌شوند.